# Бонрики (аэропорт)
Международный аэропорт Бонрики (англ. Bonriki International Airport, (ИАТА: TRW, ИКАО: NGTA)) — международный аэропорт Республики Кирибати. Является базовым аэропортом авиакомпании Air Kiribati. Два пассажирских, один грузовой терминал.